# Sport en Slovénie
Les Slovènes profitent de la proximité avec la mer Adriatique et les Alpes pour s'adonner à de nombreux sports. D'un point de vue professionnel, le pays est mis en avant par ses joueurs de hockey sur glace et de basket-ball avec notamment plusieurs sportifs slovènes jouant dans les prestigieux championnats d'Amérique du Nord. Vu la petite taille du pays, le championnat de football est de qualité moyenne comparativement aux grandes nations d'Europe mais il arrive quand même qu'une équipe se mette en avant comme le club du NK Maribor qui s'était qualifié en 2000 pour la phase finale de la Ligue des champions de l'UEFA en battant le club de l'Olympique lyonnais lors de la phase qualificative. Citons finalement le Tournoi de tennis de Slovénie qui se tient chaque année dans la localité balnéaire de Portorož.
Avant l'indépendance de la Slovénie en 1991, les slovènes ont brillamment défendu les couleurs de la Yougoslavie. Citons ainsi le célèbre gymnaste Leon Štukelj qui a remporté de nombreuses médailles lors d'importantes compétitions internationales.

Si l'on tient compte de sa population proche de 2 000 000 d'habitants, le pays se distingue honorablement aux jeux olympiques depuis ses premiers jeux en 1992. Entre 1992 et 2008, le pays a remporté au total 19 médailles olympiques que ce soit durant les jeux d'été ou d'hiver notamment dans des épreuves de natation, d'aviron, de voile, de judo, d'athlétisme, de saut à ski ou de ski alpin.

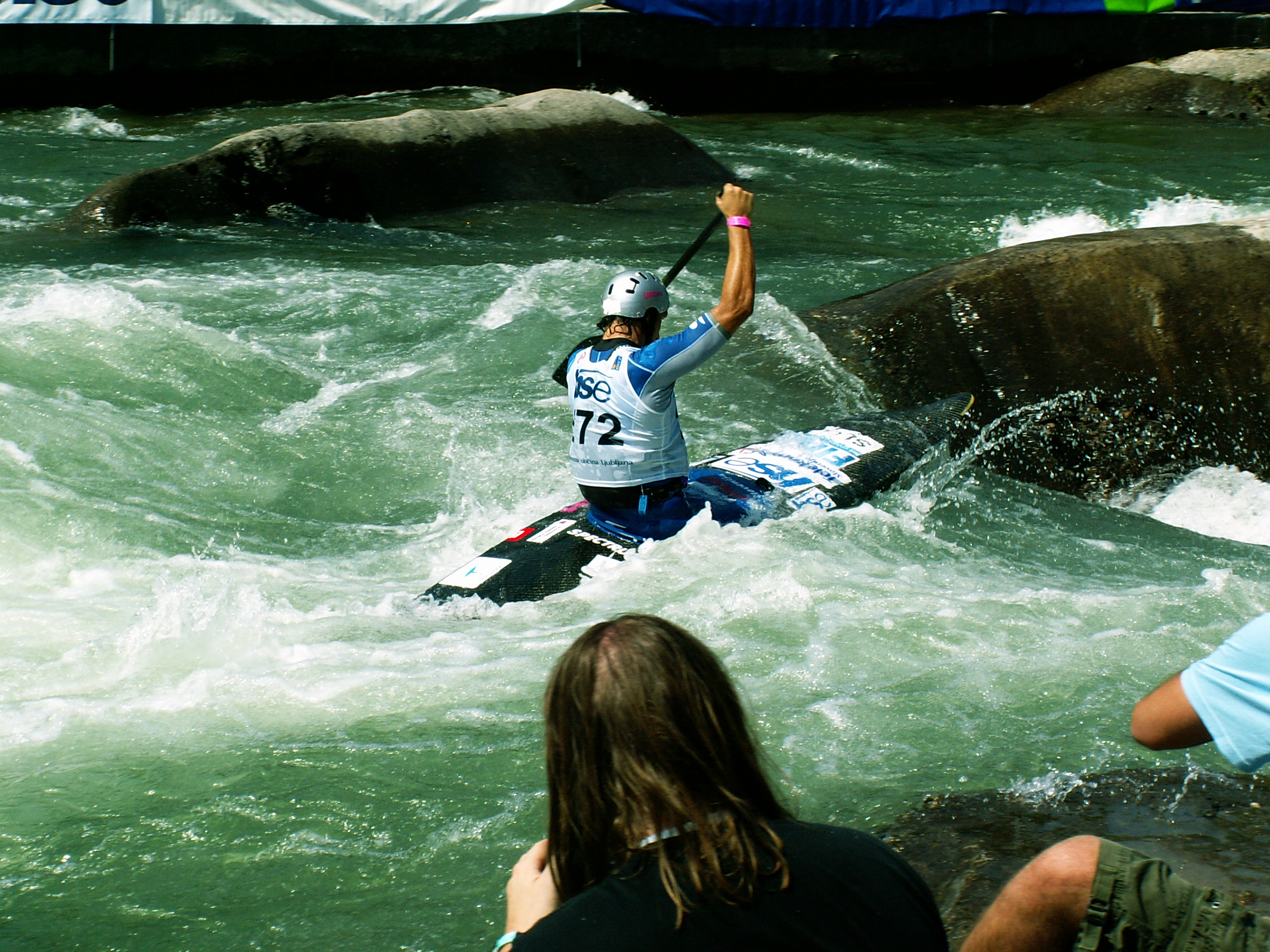
Kayakiste slovène dans une compétition à Tacen.

## Football
Le football compte plus de 30 000 pratiquants en Slovénie.

## Cyclisme
Le cyclisme a une longue tradition en Slovénie. Le premier club cycliste a été fondé par des Allemands à Ljubljana en 1885 et le club cycliste slovène a été formé deux ans plus tard. 
Le Giro d’Italia, l’un des Grands Tours cyclistes de trois semaines, est passé par la Slovénie sept fois dans son histoire : 1922, 1971, 1994, 2001, 2004, 2021 et 2022. 
En 2019, Primoz Roglič est devenu le premier slovène à gagner un Grand Tour avec sa victoire sur le Tour d'Espagne 2019. Il gagnera au total 4 Tours d'Espagne (2019, 2020, 2021 et 2024) et 1 Tour d'Italie (2022). Sa victoire sur Liège-Bastogne-Liège en 2020 en fait également le premier slovène vainqueur d'un Monument. 
Tadej Pogačar est le premier Slovène à remporter le Tour de France en 2020. Il gagnera trois autres Tours de France en 2021, 2024, et 2025 et le Tour d'Italie en 2024. Il est champion du monde sur route en 2024. Il remporte également de nombreuses Classiques, dont 4 Tour de Lombardie (2021, 2022, 2023 et 2024), 3 Liège-Bastogne-Liège (2021, 2024, 2025), 2 Tour des Flandres (2023 et 2025) et 2 Flèche Wallonne (2023 et 2025).